# Atomik Harmonik
Atomik Harmonik («атомна гармоніка») — словенський музичний гурт, що виконує пісні в стилі турбофольк; до складу гурту входять: Яні Павец (Jani Pavec), Шпела Грошель (Špela Grošelj), Деян Челік (Dejan Čelik), Матея Вук (Mateja Vuk).

## Історія гурту
З 2006 року Atomik Harmonik є однією з найпопулярніших дівочих груп у Центральній та Південній Європ. Обличчями групи є сексапільні вокалістки Шпела Грошель та Матея Вук, чоловіча ж половина — Яні Павец та Деян Челік убезпечують музичний супровід. 
Шпела Грошель співає з дитинства, вже в п'ять років вона пішла до школи співів та танців. Пізніше співала в хорі Словенського радіо та телебачення. Потім входила до складу поп–групи Foxy Teens. Матея Вук пройшла подібний шлях: музична школа, хор.
2004 року Шпела і Матея організували власну групу «Атомік Гармонік», і вже перша пісня  Brizgalna brizga стала найбільшим словенським хітом року (2004). У листопаді того ж року з'явився перший альбом дівчат Brizgaaaaj!, він упродовж 15 тижнів очолювала словенський хіт–парад, що є абсолютним рекордом для цієї країни. 
Частину пісень із цього першого альбому Atomik Harmonik включила до свого репертуару американська співачка Лінн Марі, тому з «атомними» словенками ознайомилася навіть Америка. 
Найбільшим успіхом гурт поза межами Словенії користується у Німеччині та Австрії, де після дуже популярного синглу Turbo Polka (став єврохітом і приніс загальноєвропейську популярність гурту) їхні записи видає світовий фонографічний гігант Sony BMG, також популярною група є в Італії. Наприкінці вересня 2008 року з'явиться новий сингл «Атомік Гармонік», а наступного місяця — два нові альбоми: словенською та німецькою мовами. 

## Склад гурту

### Поточні учасники
- Яні Павец (Jani Pavec)
- Шпела Грошель (Špela Grošelj)
- Деян Челік (Dejan Čelik)
- Матея Вук (Mateja Vuk) — Tejči (від 19 вересня 2006 року)

### Колишні учасники
- Шпела Кляйнлерхер (Špela Kleinlercher) — Špelca
- Ірис Собан (Iris Soban) — від 10 квітня до 24 квітня 2006 р..

## Сингли
- Brizgalna Brizga (2004)
- Na seniku «На сіннику» (2005)
- Od hr'ma do hr'ma (2005)
- Turbo Polka (2005)
- Polkaholik (2006)
- Feuer auf dem Dach «Багаття на даху»